# Odigo
OdigoMessenger a fost un serviciu de mesaje instsntanee. Pentru o periodă scurta de timp, în 2004, Odigo Messenger a permis utilizarea serviciului pentru vorbirea cu utilizatorii din alte rețele IM dar a fost întrerupt la începutul anului 2005.
Odigo a fost achiziționat pentru 20 milioane de dolari de către Comverse Technology în 2002. Comverse a planificat să impulsioneze un software de tip server Odigo pentru soluționarea mesageriei instantanee în telefoanele mobile. Din moment ce Comverse n-a avut nici un interes  în menționarea unui serviciu general de chat, a fost fiind inchis în anul 2004.
Primul serviciu a fost disponibil în anul 1998. Deși inițial fusese pus la dispoziție de către Odigo Inc, serviciul este furnuzat de Comverse care speră să-l foloseasca la inovarea produselor de transmitere a mesajelor fară fir (celulare).
În primă vara anului 2007 serverul Odigo este închis, tot in iarna acestui an proiectul este oficial inchis. În momentul de față domenul siteului oficial este pus în vînzare.

## Date despre Odigo
- Dezvoltator:Comverse
- OS:Windows
- Versiune stabilă:4.0 build 689
- Licența:Freeware
- Site:(nu funcționează din aprilie 2007)